# César Herrera
César Herrera, né le 4 juillet 1937, à Ciudad Juárez, au Mexique, est un ancien joueur mexicain de basket-ball.